# Kompania graniczna KOP „Kalety”

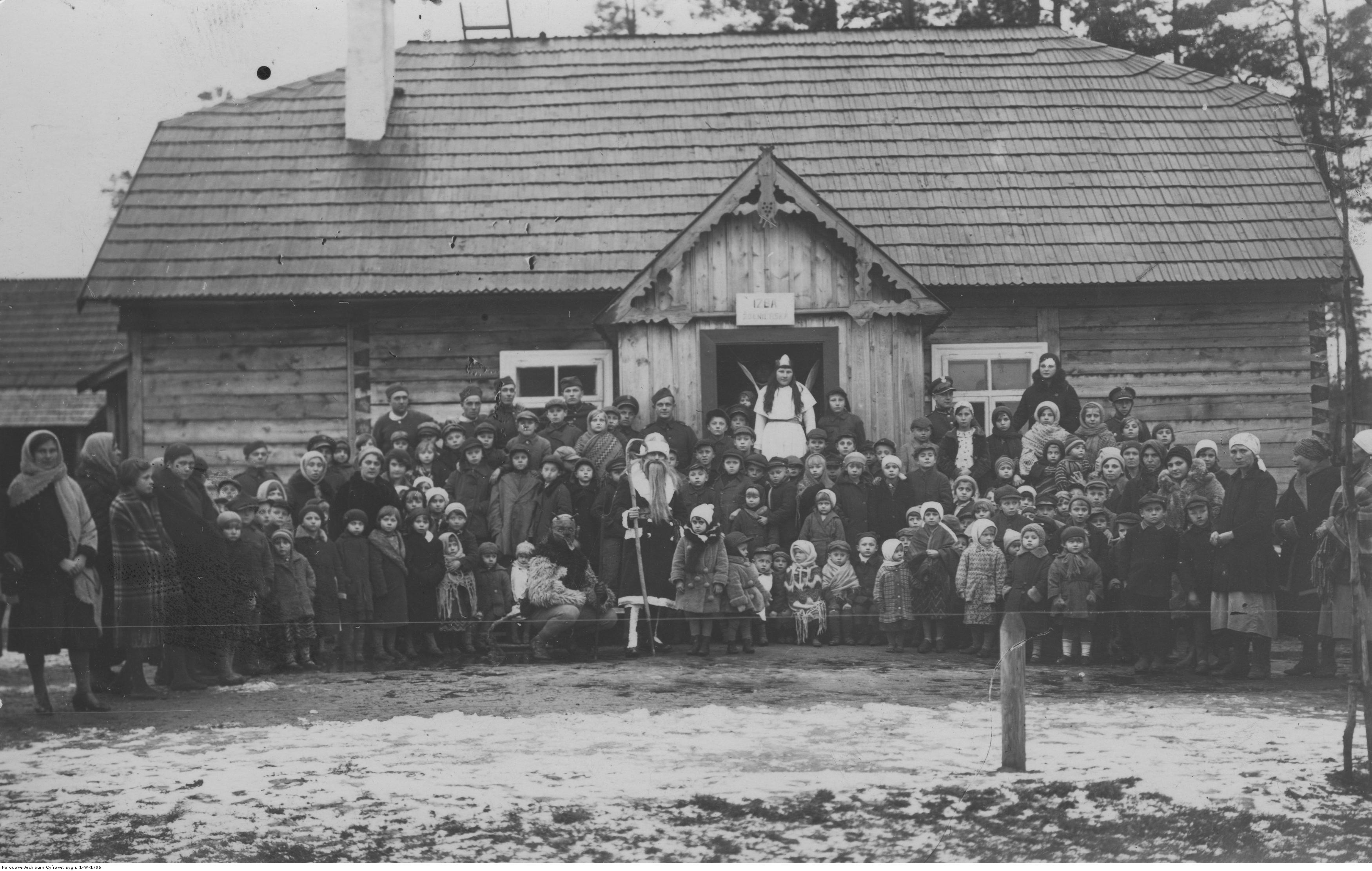
Świetlica Korpusu Ochrony Pogranicza w Kaletach. Żołnierze i ludność miejscowa; 1934

Kompania graniczna KOP „Kalety” – pododdział graniczny Korpusu Ochrony Pogranicza pełniący służbę ochronną na granicy polsko-litewskiej.

## Formowanie i zmiany organizacyjne
Na podstawie rozporządzenie Ministra Spraw Wewnętrznych nr 1099 ze stycznia 1926, w trzecim etapie organizacji Korpusu Ochrony Pogranicza, sformowano 23 batalion graniczny, a w jego składzie 3 kompanię graniczną KOP. W listopadzie 1936 kompania etatowo liczyła 2 oficerów, 9 podoficerów, 5 nadterminowych i 82 żołnierzy służby zasadniczej
W 1939 3 kompania graniczna KOP „Kalety” podlegała dowódcy batalionu KOP „Sejny”.

## Służba graniczna
Podstawową jednostką taktyczną Korpusu Ochrony Pogranicza przeznaczoną do pełnienia służby ochronnej był batalion graniczny. Odcinek batalionu dzielił się na pododcinki kompanii, a te z kolei na pododcinki strażnic, które były „zasadniczymi jednostkami pełniącymi służbę ochronną”, w sile półplutonu. Służba ochronna pełniona była systemem zmiennym, polegającym na stałym patrolowaniu strefy nadgranicznej i tyłowej, wystawianiu posterunków alarmowych, obserwacyjnych i kontrolnych stałych, patrolowaniu i organizowaniu zasadzek w miejscach rozpoznanych jako niebezpieczne, kontrolowaniu dokumentów i zatrzymywaniu osób podejrzanych, a także utrzymywaniu ścisłej łączności między oddziałami i władzami administracyjnymi. Miejscowość, w którym stacjonowała kompania graniczna, posiadała status garnizonu Korpusu Ochrony Pogranicza.
3 kompania graniczna „Kalety” w 1934 ochraniała odcinek granicy państwowej szerokości 45 kilometrów 650 metrów.
Sąsiednie kompanie graniczne:
- 2 kompania graniczna KOP „Hołny Wolmera” ⇔ 1 kompania graniczna KOP „Druskienniki” – 1928[7] i w 1938[8]

## Struktura organizacyjna
Strażnice kompanii w 1928
- strażnica KOP „Budwieć”
- strażnica KOP „Stanowisko”
- strażnica KOP „Jelinki”
- strażnica KOP „Kodź”
- strażnica KOP „Studzianka”
- strażnica KOP „Cotta 111”[c]
- strażnica KOP „Igorka”

Strażnice kompanii w latach 1932–1939
- strażnica KOP „Stanowisko”
- strażnica KOP „Jalinki”[d]
- strażnica KOP „Studzianka”
- strażnica KOP „Cotta”
- strażnica KOP „Igorka”

## Dowódcy kompanii
- kpt. Eugeniusz Ratyński
- kpt. Antoni Kwiatkowski[e]